# Institut de culture fruitière - Čačak
Institut de culture fruitière et de viticulture de Čačak
L'Institut de culture fruitière - Čačak (en serbe cyrillique : Институт за воћарство - Чачак ; en serbe latin : Institut za voćarstvo - Čačak) est un institut de recherche agronomique situé à Čačak, dans le district de Moravica, en Serbie. Il a été fondé en 1898 et, depuis 2006, il constitue une entité légale indépendante.

## Architecture
Les bâtiments de l'institut, situés 9 rue Kralja Petra I, sont inscrits sur la liste des monuments culturels protégés de la république de Serbie (identifiant no SK 1960),,.